# Império do Divino Espírito Santo do Porto Martins

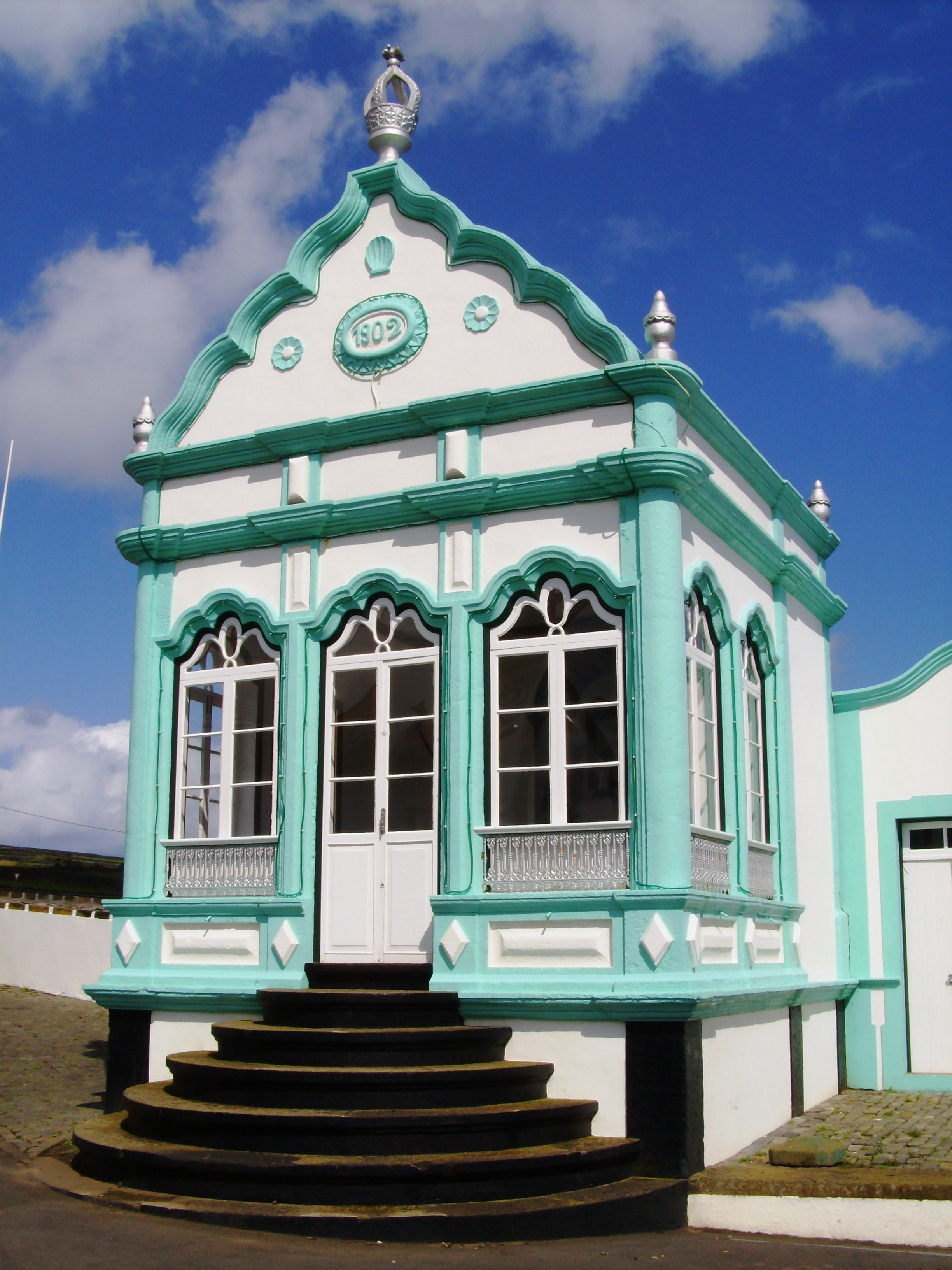
Império Divino Espírito Santo do Porto Martins.

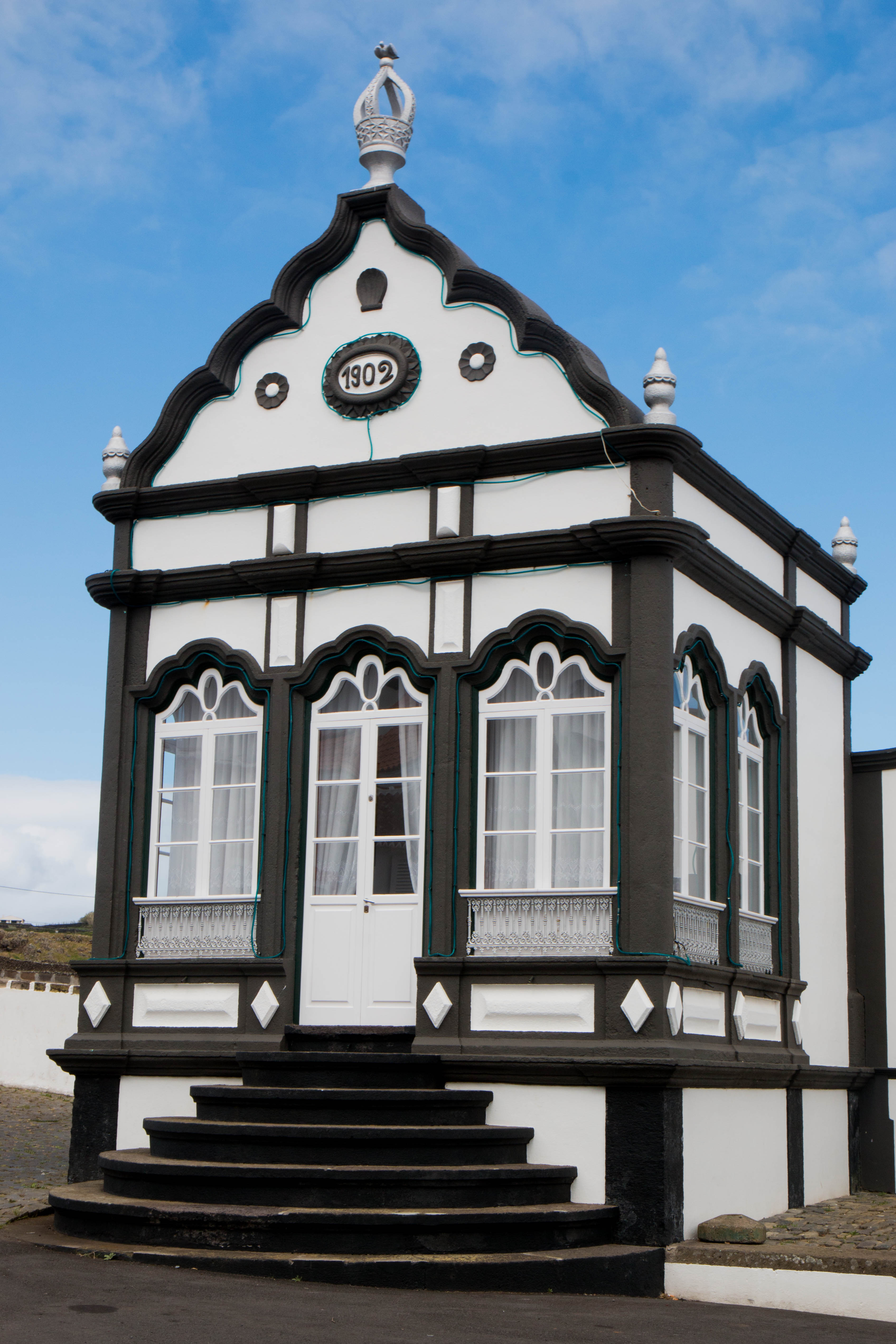
Império do Divino Espírito Santo do Porto Martins

O Império do Divino Espírito Santo do Porto Martins localiza-se na freguesia do Porto Martins, concelho da Praia da Vitória, na ilha Terceira, nos Açores.
Constitui-se num típico Império do Espírito Santo, uma das mais fortes e manifestações culturais do arquipélago.
O atual império foi fundado no início do século XX, mais precisamente em 1902, embora existisse na mesma zona um antigo império feito de madeira tendo-se degradado e eventualmente acabou por desaparecer.

## Características
Apresenta-se como uma estrutura construtiva simples, de um só piso, posicionada sobre um lugar elevado acessível por escadas.
Este império é um edifício de planta rectangular de piso único. No frontispício destacam-se a cartela com a data da sua edificação e a coroa, totalmente trabalhada em pedra de cantaria, é rasgado por uma porta de cinco janelas e por uma pedra onde é possível ler-se a data de 1902.
A 1 de Janeiro de 1980 a violenta crise sísmica que ocorreu na ilha Terceira destruiu quase na totalidade as construções no largo Comendador Pamplona. O império foi totalmente reconstruído, ficando fiel à construção original, exceptuando os pináculos que só em 2005 foram colocados, curiosamente trabalhados pelos mesmos dois pedreiros (José Vieira Luís e João Ferraz Branco) que levaram a cabo a reedificação 25 anos antes.